# Alfred Dörner (Goldschmied)
Alfred Dörner (* 1906 in Hagen; † 1971 in Hagen) war ein deutscher Goldschmied, Silberschmied und Metallgestalter.

## Leben
Nach einer Lehre als Goldschmied studierte er an der Kunstgewerbeschule Pforzheim und der Goldschmiedeschule Zürich. Anschließend war er sechs Jahre lang als Goldschmied in der Schweiz tätig. Ab 1934 betrieb er ein eigenes Atelier in seiner Heimatstadt Hagen.
Für das Sonnenzimmer des Ratskellers im Hagener Rathaus fertigte Dörner eine vergoldete Kugel, die im Maßstabsverhältnis 1 : 1 Milliarde die Sonne darstellt. Sie stellt den Mittelpunkt des Hagener Planetenmodells dar, mit dem auf Anregung des Stadtarchivars Walter K.B. Holz die Planetenbahnen durch Bürgersteigplatten im Hagener Stadtgebiet abgebildet werden.